# ویلیام بریممن اسکات
ویلیام بریممن اسکات (انگلیسی: William Berryman Scott; ۱۲ فوریهٔ ۱۸۵۹ – ۲۹ مارس ۱۹۴۷) دانشمند در زمینه جانورشناسی اهل ایالات متحده آمریکا بود.